# Doris Wishman
Doris Wishman (Nueva York, 1 de junio de 1912 - Miami, Florida; 10 de agosto de 2002) fue una cineasta, guionista y productora de cine estadounidense. Se le atribuye haber dirigido y producido al menos una treintena de largometrajes durante su carrera, que abarcaba más de cuatro décadas, sobre todo en el género cinematográfico de sexploitation.
Natural de Nueva York, comenzó su carrera cinematográfica como un pasatiempo después de la muerte de su esposo, Jack Abrams, en 1958. Debutó tras las cámaras con el largometraje Hideout in the Sun (1960), pasando a dirigir posteriormente numerosas películas de corte nudista y de explotación sexual, como Gentlemen Prefer Nature Girls (1963), Behind the Nudist Curtain (1963) o Bad Girls Go to Hell (1965).
En 1979, Wishman filmó su primera y única película de terror, A Night to Dismember, que pasó varios años editando después de que se destruyeran varios carretes durante la posproducción. Rodaría otras tres películas a principios de la década de 2000 antes de morir en 2002, a consecuencia de un linfoma, los 90 años de edad.

## Vida y carrera
Doris Wishman nació el 1 de junio de 1912 en la ciudad de Nueva York. Su padre era vendedor de heno y grano; su madre murió cuando ella aún era una niña. Se crio en el distrito del Bronx de Nueva York, donde se graduó de la escuela secundaria James Monroe. Después llegó a tomar clases de actuación en la Alviene School of Dramatics a principios de la década de 1930, donde fue compañera de clase de Shelley Winters. Más tarde estudió en el Hunter College.
Más tarde trabajó como filmer booker para su primo Max Rosenberg, un distribuidor de cine independiente que manejaba producciones de cine arte con las primeras producción del cine de explotación durante la década de 1940 y principios de 1950. Wishman también trabajó como actriz en la ciudad de Nueva York durante la década de 1950, y durante algún tiempo trabajó con Joseph Levine. Durante este mismo período, estuvo casada brevemente con el asesor publicitario Jack Abrams y residió con él en Florida hasta su muerte en 1958, a consecuencia de un paro cardíaco a los 31 años, enviudó solo cinco meses después de su matrimonio. Por su propia cuenta, Wishman comenzó su carrera de producción cinematográfica después de la prematura muerte de Abrams, ya que sintió que "necesitaba algo con lo que llenar mis horas".

### Comienzos y películas nudistas
Sus primeras películas se llaman películas de campo nudista o romances nudistas. En 1957, un fallo del tribunal de apelaciones de Nueva York permitió que las películas que representaban el nudismo se exhibieran en los cines del estado de Nueva York. Wishman estaba familiarizada con su atractivo y potencial debido a sus conocidos con Walter Bibo, cuya película Garden of Eden ganó notoriedad debido a su influencia de las leyes de censura para filmar desnudos. Inspirada por este desarrollo, Wishman afirmó en varias entrevistas haber pedido prestados 10 000 dólares a su hermana para producir su primera película, Hideout in the Sun, una película nudista, filmada a finales de 1958 y lanzada a comienzos de 1960. Su siguiente película, Nude on the Moon (1961), combinó el matiz de nudismo con la ciencia ficción. La película fue prohibida en el estado de Nueva York después de que la Junta de Censura del Estado de Nueva York dictaminara que las producciones que mostraban desnudez en una colonia nudista estaban legalmente permitidas, pero la desnudez en una película de fantasía ambientada en una "colonia nudista en la Luna" no lo era. Su cuarta película nudista, Blaze Starr Goes Nudist (1962), estuvo protagonizada por la artista del burlesque Blaze Starr. Wishman produjo ocho películas nudistas en total entre 1958 y 1964. Después de que la popularidad del género comenzó a decaer, decidió abandonar las películas de explotación nudista y hacer la transición al nuevo género de la sexplotation. Doris Wishman había producido, dirigido y escrito más películas del género nudista que nadie en ese momento, cuando decidió cambiar de género.

### Películas delsexploitation
Wishman comenzó a producir películas de explotación en las que el sexo era un tema central que envolvía la trama y todos los elementos que captaba el espectador, término que fue acogido como sexploitation. En los años 1960 la censura permitía muy poco, lo que significa que Wishman y otros directores de explotación sexual usaron diferentes tácticas para retratar el erotismo y la emoción, usando melodrama, cortes, conversaciones sexuales suaves y desnudez sugerente que simplemente eludía la ley. Esto puso a Wishman en desacuerdo con la ley de censura. En este género, Wishman también usó un estilo diferente de realización de películas en el que recortaba objetos o escenarios que no estaban en la escena, similar al montaje soviético. Moya Luckett consideró que el estilo recortado que Wishman usó fue posiblemente para interrumpir la mirada masculina e incorporar una mirada femenina.
Su segundo lanzamiento en este género fue Bad Girls Go to Hell (1965), la primera colaboración de Wishman con su director de fotografía C. Davis Smith. Durante este período trabajó con frecuencia bajo el seudónimo de "Louis Silverman", el nombre de su segundo marido. También dirigió The Sex Perils of Paulette (1965), que contó con Tony Lo Bianco en su debut cinematográfico y que fue fuertemente censurada por la Junta de Censores de Nueva York.
Todo el trabajo de explotación sexual de Wishman se filmó en blanco y negro hasta el lanzamiento de su primera producción softcore, Love Toy (1970). Poco después, produjo una comedia sexual titulada Keyholes Are for Peeping (1972), también conocida como Is There Love After Marriage?, protagonizada por el comediante Sammy Petrillo. A mediados de la década de 1970, pasó a dirigir un par de thrillers de bajo presupuesto con la actriz y artista de burlesque Chesty Morgan: Deadly Weapons y Double Agent 73, el primero de los cuales fue distribuido internacionalmente por Hallmark Releasing Corporation y realizado con un presupuesto de 50 000 dólares.

### Películas pornográficas y últimos trabajos de explotación
Su trabajo en la década de 1970 y 1980 fue todo en el género de explotación softcore, excepto que a mediados de la década de 1970. Wishman dirigió dos películas pornográficas hardcore tituladas Satan Was a Lady (1975) y Come With Me, My Love (1976), ambas con Annie Sprinkle. Con el colapso de la ley de censura, la demanda de desnudos en las películas aumentó, lo que afectó la dirección de la película de Wishman. El hardcore ahora estaba disponible y se podía filmar sexo explícito; esto, sin embargo, Wishman y muchos directores de explotación sexual consideraron de mal gusto. A Wishman no le gustaba trabajar en películas pornográficas y más tarde en su vida negó haberlas dirigido. En 1968 lanzó The Hot Month en agosto y Passion Fever, dos películas ya terminadas, que Wishman compró y agregó un mínimo de material original, como voz en off.
Además, en 1978 lanzó un largometraje semidocumental titulado Let Me Die a Woman, que originalmente había comenzado a filmar en 1971. La película incluía entrevistas con varias personas transgénero, una de las cuales era Deborah Hartin, e incluía reconstrucciones dramáticas de escenas. de sus vidas. Fue una de las primeras películas en centrarse en la transexualidad y protagonizarlas personas transexuales. Los eventos en la película fueron representaciones de eventos reales, según Leo Wollman, quien apareció en la película. Una de esas dramatizaciones contó con el actor pornográfico Harry Reems, antes de que se hiciera famoso por su papel en Garganta profunda (1972).
A la luz de la creciente locura del cine slasher que comenzó con Halloween en 1978, el último largometraje de Wishman fue una película de terror titulada A Night to Dismember. Iniciada a fines de la década de 1970, pasó por varias manifestaciones y finalmente se completó en 1983. La película está protagonizada por la actriz pornográfica Samantha Fox. Nunca se estrenó en cines. En estos trabajos posteriores, las películas tomaron un giro sangriento y grotesco, conociéndose en ocasiones como su cine de representación somática, debido a los temas pesados del cuerpo que se traiciona a sí mismo.

### Últimos años
Después del fracaso de A Night to Dismember, Wishman se mudó a Coral Gables (Florida) a mediados de la década de 1980, donde encontró trabajo en una tienda de artículos para adultos. El interés en su trabajo comenzó a aumentar lentamente debido al lanzamiento de videos caseros de muchas de sus películas a través de Something Weird Video. Comenzó a formarse un culto de seguidores y Wishman fue honrada en el New York Underground Film Festival en 1998 y apareció dos veces en Late Night with Conan O'Brien de la CBS, una de las cuales fue entrevistada con Roger Ebert. Cuando regresó en 2001, comenzó a trabajar en dos proyectos. Una era una comedia sexual llamada Dildo Heaven, lanzada en 2002. El otro fue Each Time I Kill, que tenía cameos de John Waters, Linnea Quigley y Fred Schneider, el cantante de The B-52's.
Wishman murió el 10 de agosto de 2002 en Miami (Florida), poco después de ser tratada por un linfoma.

## Legado
Wishman había hecho más películas que cualquier otra directora de la era del sonido. El cineasta John Waters presentó un clip de Deadly Weapons en su película Serial Mom. El crítico de cine Joe Bob Briggs describió a Wishman como "la directora de cine de explotación más grande de la historia". Fue una de las directoras más activas del mundo durante las décadas de 1960 y 1970 trabajando en tal género. Antes de su muerte, recibió un premio a la trayectoria del Chicago Underground Film Festival, y varias de sus películas fueron seleccionadas para una gala que celebraba su trabajo en el Nuart Theatre de Los Ángeles (California) en 1998, titulada "Doris Wishman: Queen of Sexploitation".

## Filmografía
- Hideout in the Sun (1960)[14]
- Nude on the Moon (1961)[14]
- Diary of a Nudist (1961)[14]
- Blaze Starr Goes Nudist (1962)[15]
- Gentlemen Prefer Nature Girls (1963)[14]
- Playgirls International (1963)[16]
- Behind the Nudist Curtain (1964)[16]
- The Prince and the Nature Girl (1964)[16]
- Bad Girls Go to Hell (1965)[17]
- The Sex Perils of Paulette (1965)[9]
- Another Day, Another Man (1966)[18]
- My Brother's Wife (1966)[18]
- A Taste of Flesh (1967)
- Indecent Desires (1967)[19]
- Too Much Too Often! (1968)[19]
- Love Toy (1968)[3]
- The Amazing Transplant (1970)[10]
- Keyholes Are for Peeping (1972)[10]
- Deadly Weapons (1973)[20]
- Double Agent 73 (1974)[20]
- The Immoral Three (1975)[21]
- Satan Was a Lady (1975)[22]
- Come with Me, My Love (1976)[10]
- Let Me Die a Woman (1978)[23]
- A Night to Dismember (1983)[11]
- Satan Was a Lady (2001)[22]
- Dildo Heaven (2002)[22]
- Each Time I Kill (2007, póstuma)[22]